# فوتا تورو

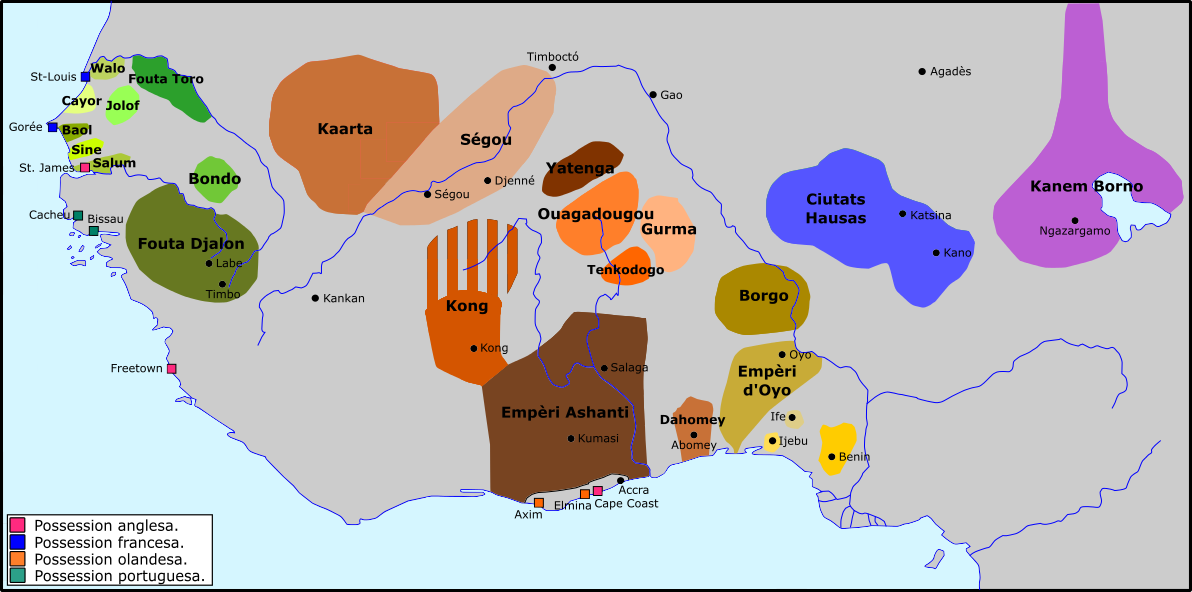
فوتا تورو وممالك غرب إفريقيا، القرن 18.

فوتا تورو (بالفولانية: 𞤆𞤵𞥄𞤼𞤢 𞤚𞤮𞥄𞤪𞤮)‏ هي منطقة شبه صحراوية حول المسار الأوسط لنهر السنغال. تقع هذه المنطقة على طول حدود السنغال وموريتانيا. هي منطقة خصبة بالقرب من النهر، لكن الأجزاء الداخلية للمنطقة البعيدة عن النهر مسامية وجافة وعقيمة. هذه المنطقة ذات أهمية تاريخية للدول الإسلامية ودول الفولاني وجيوش الجهاد والمهاجرين إلى فوتاجلون التي نشأت من هنا.

## جغرافيا

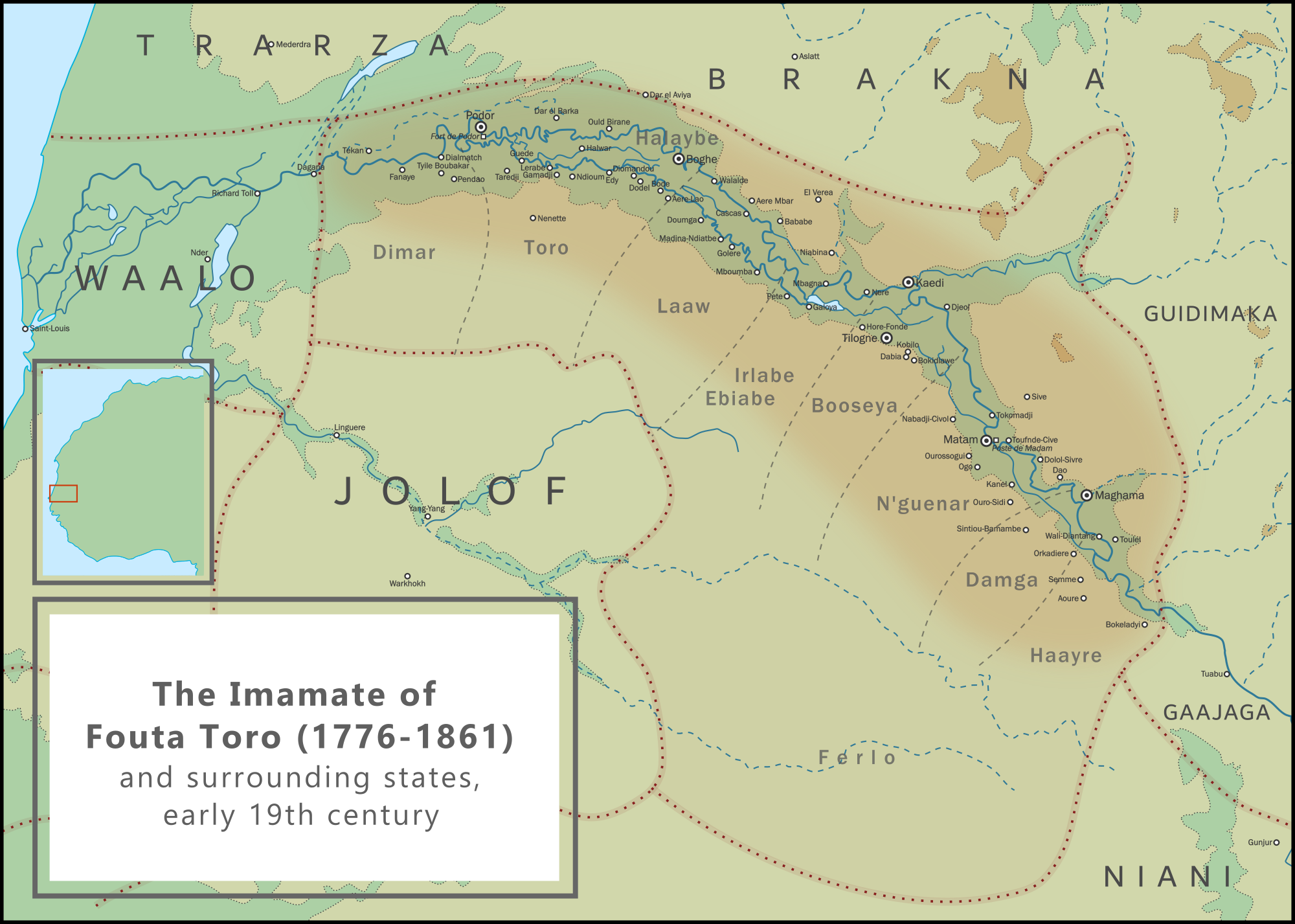
خريطة إمامة فوتا تورو، أوائل القرن 19.

تمتد فوتا تورو لحوالي 400 كيلومتر، ولكن بعرض ضيق يصل إلى 20 كيلومترًا على جانبي نهر السنغال. الجزء الغربي يسمى تورو، والأجزاء الوسطى والشرقية تسمى فوتا. يشمل الجزء المركزي مقاطعات بوسيا (Bosea) وإيرابي هيبيابي (Yirlabe Hebbyabe) و لو (Law) وهيلابي (Hailabe). تشمل منطقة الفوتا الشرقية إقليمي نجينار ودامجا. المنطقة الشمالية والشرقية لفوتا تورو هي صحراء قاحلة. تاريخياً، كانت كل مقاطعة من مقاطعات فوتا تورو الجغرافية عبارة عن جيوب خصبة من الأرض بسبب وجود السهول الفيضية لوالو (waalo)، وكانت السيطرة على هذا المورد مدفوعة من قبل العائلات القائمة على الأقارب. يعني الامتداد الطويل أن المنطقة بأكملها انقسمت بين العديد من العائلات، وأدت حقوق ملكية الخلافة من جيل إلى جيل إلى العديد من النزاعات العائلية والأزمات السياسية والصراعات.

## تاريخ
كانت كلمة فوتا اسمًا عامًا أطلقه فولبي على أي منطقة كانوا يعيشون فيها، بينما كان تورو هو الهوية الفعلية للمنطقة بالنسبة لسكانها، ومن المحتمل أنها مشتقة من مملكة تكرور القديمة. كان سكان المملكة يتحدثون لغة البولار، وهي إحدى لهجات لغات الفولا الكبرى التي تمتد من غرب إفريقيا من السنغال إلى الكاميرون. عرّفوا أنفسهم من خلال اللغة التي أدت إلى ظهور اسم (Haalpulaar'en) الذي يعني أولئك الذين يتحدثون بولار. يُعرف (Haalpulaar'en) أيضًا باسم تكرور (var. Tukolor)، وهو اسم مشتق من الدولة القديمة لتكرور.
وصل الإسلام إلى المنطقة في مراحله الأولى، واعتنقه شعب تكرور في هذه المنطقة خلال القرن الحادي عشر. شهدت المنطقة بعد ذلك العديد من القوى الإسلامية. شهدت ولاية دينانكي (1495 / 1514-1776) أصل شعب تكرور الحديث. تركت هجرات فولبي ولايات في فوتا تورو وفوتاجلون إلى الجنوب.

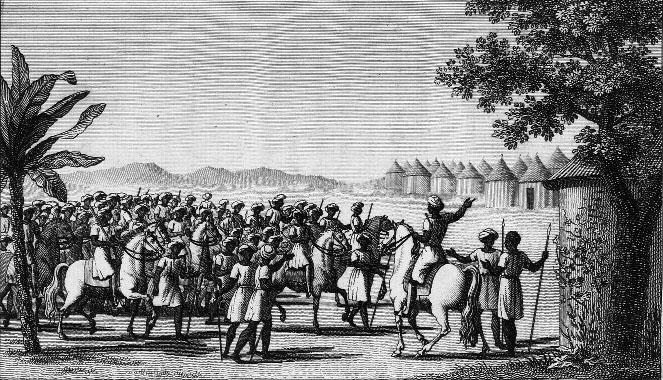
جيش فوتا تورو في مارس (1820).

أثار صعود إمامة فوتا تورو عام 1776 سلسلة من حركات الإصلاح الإسلامي والجهاد. استولت عشائر صغيرة من مسلمي الفولا الصوفيين المتعلمين (التورودبي) على السلطة في دول عبر غرب إفريقيا.
في ثمانينيات القرن الثامن عشر أصبح عبد القادر العلمي (زعيمًا دينيًا أو إمامًا) لكن قواته لم تكن قادرة على نشر الثورة في الدول المجاورة.
أصبحت إمامة فوتا تورو فيما بعد مصدر الإلهام وأرض التجنيد الرئيسية لجهاد تكرور الفاتح الحاج عمر بن سعيد الفوتي والمتمرد المناهض للاستعمار الحاج محمد لامين. على الرغم من المقاومة، كان فوتا تورو في أيدي القوات الاستعمارية الفرنسية التي انتقلت من السنغال الحديثة بحلول عام 1900. عند الاستقلال، احتفظت السنغال بالضفة الجنوبية لنهر السنغال، قلب المنطقة، فيما أصبح بنك الشمال جزءًا من موريتانيا.
تعود أصول الموسيقي السنغالي بابا مال بلدة بودور في فوتا تورو.

## روابط خارجية
- فوتا تورو.. مفخرة من مفاخر التاريخ الموريتاني على موقع وزارة الثقافة والشباب والرياضة والعلاقات مع البرلمان الموريتانية